# Koiso Kuniaki

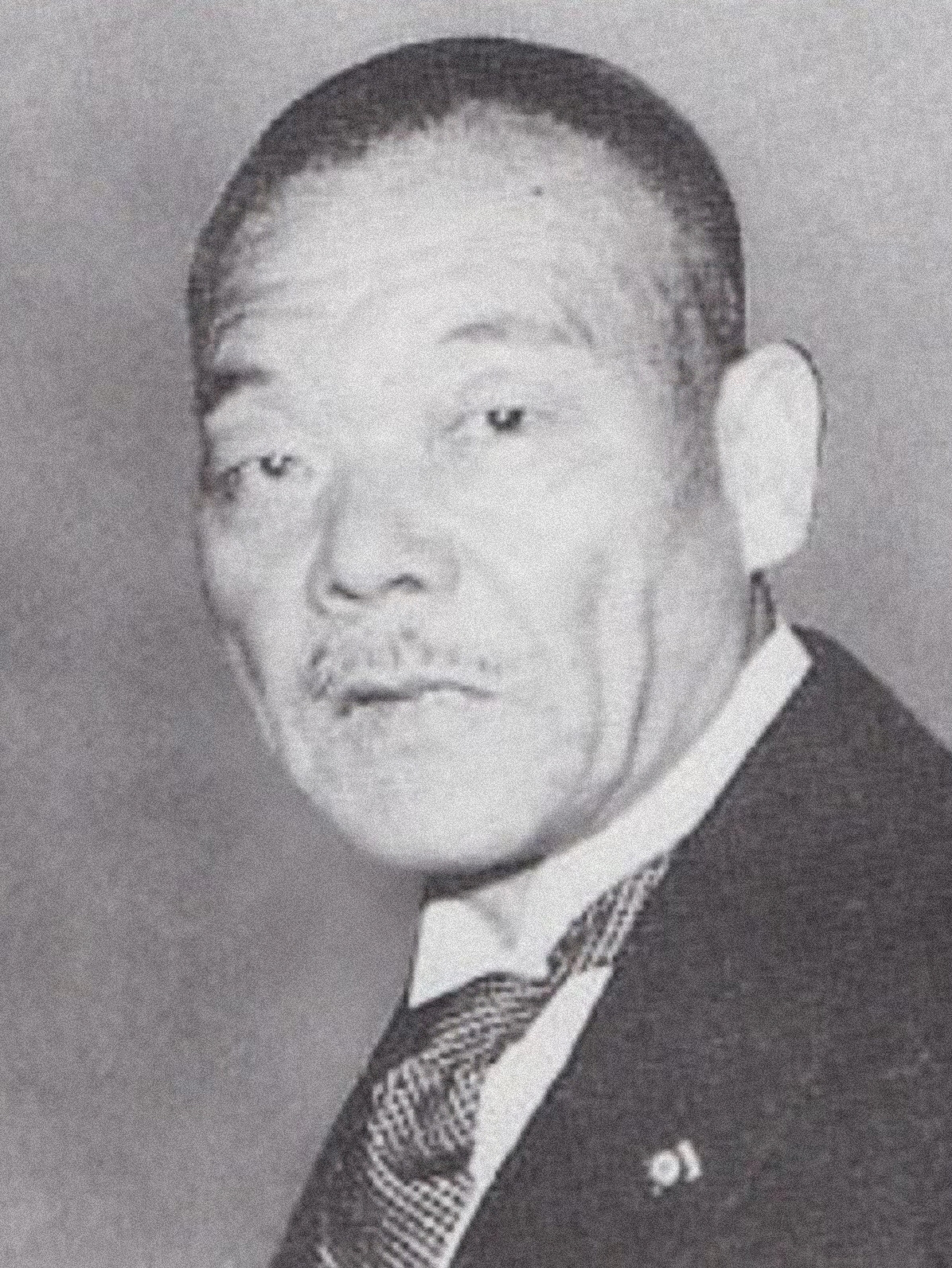
Koiso Kuniaki

Koiso Kuniaki (japanisch 小磯國昭; * 22. März 1880 in Utsunomiya, Präfektur Tochigi; † 3. November 1950 in Tokio) war ein japanischer Politiker. Er war von 22. Juli 1944 bis 7. April 1945 der 41. Premierminister Japans (28. Amtsinhaber).
Koiso war Anhänger des Staats-Shintō.

## Leben und Wirken
Koiso Kuniaki diente bis zum Juli 1938 in der kaiserlichen Armee seines Landes, wo er auch Befehlshaber der Chōsen-Armee gewesen war. Zwischen April und August 1939 war er unter Premierminister Hiranuma Kiichirō Minister für Kolonien. Diesen gleichen Posten übte er zwischen Januar und Juli 1940 unter Mitsumasa Yonai aus.
Koiso wurde zum Militäradministrator Koreas ernannt (Mai 1942 bis 1944).
Im Juli 1944 wurde Koiso Premier. Er plante, einen Prinzen in die Schweiz und nach Schweden zu einer Friedensmission zu entsenden, was aber wegen erheblichen politischen Widerstands ohne Ergebnis blieb. 
Im April 1945, als die US-Amerikaner in Okinawa einfielen, trat er zurück. Vom Internationalen Militärgerichtshof wurde Hiranuma zu lebenslanger Haft verurteilt. Koiso starb 1950 im Sugamo-Gefängnis an Speiseröhrenkrebs.
Er ist im Zentrum Tokios auf dem Friedhof Aoyama beigesetzt.

## Orden
- Orden der Aufgehenden Sonne (5. April 1934)
- Orden des Heiligen Schatzes (29. April 1934)
- Orden des Goldenen Drachen (2. Klasse) (29. April 1934)